# Friedrichshafen FF 33E
Friedrichshafen FF 33E var ett tyskt marinspaningsflygplan under första världskriget. 
Flygplanet var en utvecklad variant av grundmodellen Friedrichshafen FF 33. Det var ett med flottörer försett dubbeldäckat spaningsflygplan som tillverkades i ett flertal varianter för Kaiserliche Marine. Flygplanskroppen tillverkades av en fanérklädd stålrörsstomme. Vingarna som hade en lätt pilform var uppbyggda med två huvudbalkar och spant i trä som dukkläddes. Piloten var placerad främst medan lärare eller spanare satt i bakre sittrummet. För skoländamål utrustades några flygplan med dubbelkommando. Flygplanen utrustades med förlängda flottörer vilka gav utmärkta stabila sjöegenskaper
Flygplanet kom att användas av ett flertal flygvapen. Finländska flygvapnet köpte två FF 33E från Tyskland i februari 1918. Under hösten 1918 köpte finländska flygvapnet in ytterligare en FF 33E via Estland. Flygplanen tjänstgjorde i det finländska flygvapnet fram till 1923.

## Sverige
Svenska Flygvapnet köpte 1918 efter förhandlingar i Tyskland under hösten 1917 tre FF 33E. Flygplanen levererades från Tyskland till Marinens Flygväsende (MF) 11 september 1918 och gavs nummer 20-22. När nummer 21 havererade 20 maj 1919 bestämdes att ett nytt flygplan av samma typ skulle tillverkas vid  Torpeddepartementet vid flottans varv i Stockholm (TDS). Den svensktillverkade kopian blev klar 1921 och baserades i Karlskrona. Eftersom flygplanet nr 21 havererat fick det nytillverkade exemplaret överta nr 21. När marinen senare behövde flygplan av samma typ för skolflygning nytillverkades 1924 ytterligare två flygplan vid TDS. Dessa placerades vid Karlskrona och Hägernäs. Flygplan nummer 22 försågs med en 180 hk Mercedesmotor vilket höjde hastigheten till 127 km/tim. Vid tillverkningen av TDS 20 konstruerade man om stabilisator, höjdroder, vingstöttor och propeller med tanke på att få ett aggressivare flygplan, men resultatet blev inte det önskade och de två följande flygplanen TDS 20-22 följde mer de tyska originalflygplanen i utformningen. 
När Flygvapnet bildades 1 juli 1926 överfördes samtliga FF 33E med beteckningen Sk 2. De kasserades 1927, då de ansågs omoderna.

## FF 33E vid Marinens Flygväsende
- Nr 20 levererat från Tyskland 1918, havererade 1 juli 1925 vid Laboratorieholmen, kasserat september 1925.
- Nr 21 levererat från Tyskland 1918, havererade 20 maj 1919 vid Värtan, kasserat september 1919.
- Nr 22 levererat från Tyskland 1918, havererade 18 juli 1922 efter reparation nytt haveri 12 september 1925, efter reparation överfört till Flygvapnet 1926 som Sk 2, havererade 8 juni 1927 i Karlskrona, kasserat juni 1927.
- Nr 21 tillverkat vid TDS som TDS 20 levererat mars 1922, havererade vid Nyhamns läge 21 september 1925, kasserat oktober 1925.
- Nr 16 tillverkat vid TDS som TDS 20-22 levererat november 1924, havererade 11 maj 1925 efter reparation överfört till Flygvapnet 1926 som Sk 2, havererade 27 september 1927 i Karlskrona, kasserat november 1927.
- Nr 17 tillverkat vid TDS som TDS 20-22 levererat november 1924, havererade 7 maj 1925 vid Espeskär, kasserat oktober 1925.